# 本庄駅

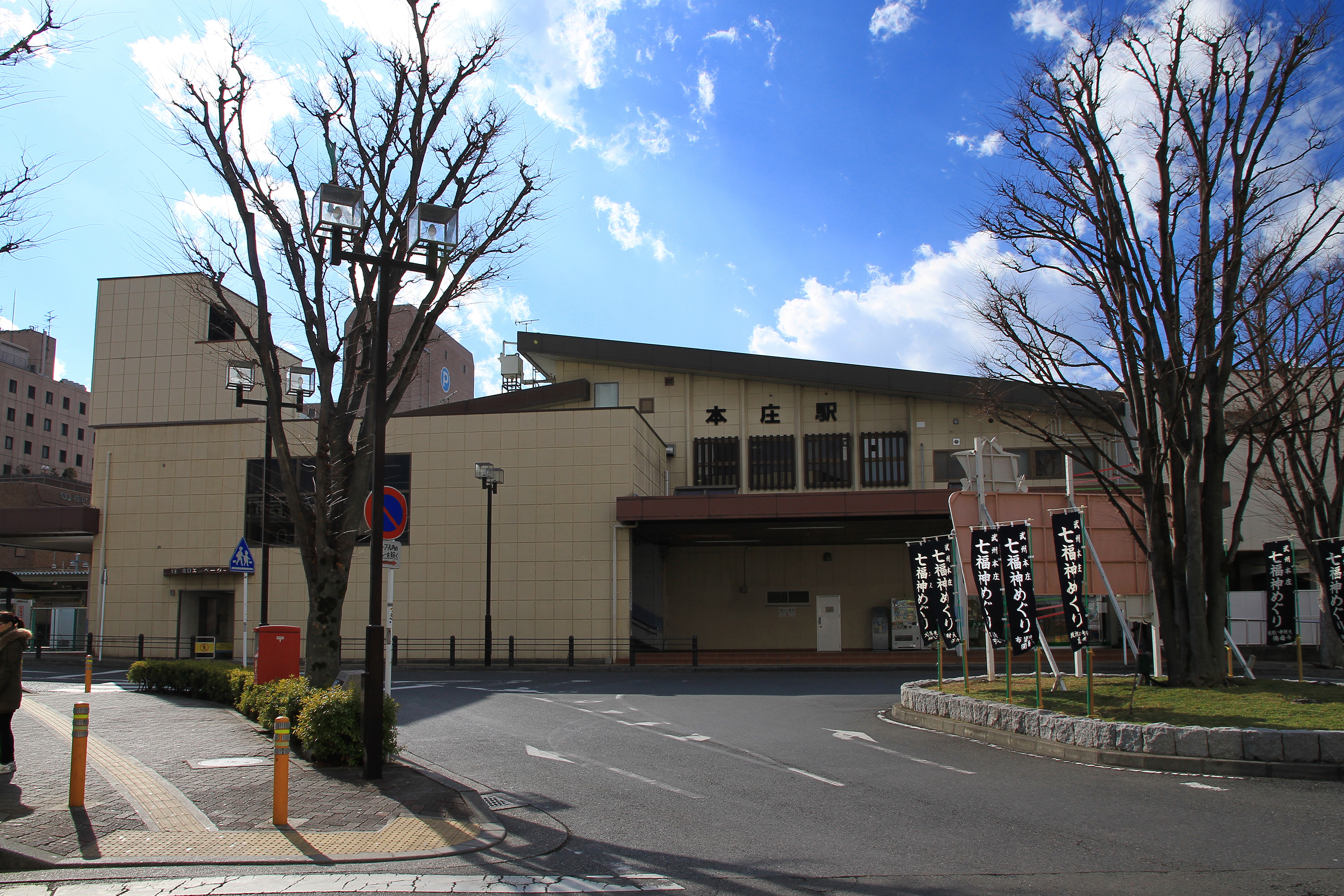
北口（2013年1月）

本庄駅（ほんじょうえき）は、埼玉県本庄市銀座三丁目にある、東日本旅客鉄道（JR東日本）高崎線の駅である。
上野駅発着系統と、新宿駅経由で東海道線に直通する湘南新宿ライン、上野駅・東京駅経由で東海道線に直通する上野東京ラインが停車する。

## 歴史
- 1883年（明治16年）10月21日：上野から前橋を目指して建設が進められていた、日本鉄道の駅として開業[1][2]。
- 1906年（明治39年）11月1日：買収により国有化される[2]。
- 1909年（明治42年）10月12日：線路名称設定により高崎線の駅となる。
- 1915年（大正4年）9月20日：本庄電気軌道が開業し、本庄駅前に乗り入れる。
- 1930年（昭和5年）6月1日：本庄電気軌道全線休止。
- 1933年（昭和8年）5月1日：本庄電気軌道全線廃止。
  - 1980年代半ばまでは列車別改札が行われていた。
- 1962年（昭和37年）4月1日：1896年に設置された跨線橋を改築[3]。
- 1980年（昭和55年）8月21日：貨物の取扱いを廃止[2]。
- 1985年（昭和60年）3月14日：荷物扱い廃止[2]。
- 1987年（昭和62年）4月1日：国鉄分割民営化に伴い、東日本旅客鉄道（JR東日本）の駅となる[2]。
- 1995年（平成7年）12月12日：自動改札機を設置し、供用開始[4]。
- 2001年（平成13年）11月18日：ICカード「Suica」の利用が可能となる[広報 1]。
- 2016年（平成28年）3月10日：早朝無人化[5]。

## 駅構造
高崎支社所属熊谷統括センター管轄の直営駅（駅長・副長配置）。管理駅として、深谷駅・岡部駅・神保原駅を管理している。
単式ホーム1面1線と島式ホーム1面2線、計2面3線のホームを有する地上駅で、橋上駅舎を有している。みどりの窓口・自動改札機・指定席券売機設置。改札内にはNewDays KIOSKが営業。1番線ホーム上にのみ駅そば店（改札外のロータリーからも利用可能）が営業し、待合室が設置されている。2016年3月10日より、始発から午前6時30分までの間は遠隔対応のため改札係員は不在となり、一部の自動券売機のみ稼働する。

### のりば
| 番線 | 路線             | 方向 | 行先                       |
| ---- | ---------------- | ---- | -------------------------- |
| 1    | ■ 高崎線         | 上り | 大宮・東京・新宿・横浜方面 |
| 1    | ■ 湘南新宿ライン | 上り | 大宮・東京・新宿・横浜方面 |
| 1    | ■ 上野東京ライン | 上り | 大宮・東京・新宿・横浜方面 |
| 2・3 | ■ 高崎線         | 下り | 高崎・前橋・水上方面       |

（出典：JR東日本:駅構内図）
- 2番線は土曜・休日ダイヤで、高崎方面の1本（特急の待ち合わせ）と当駅止まりの特急あかぎ号の降車用ホームとして使われている。
- 当駅止まりの普通列車が夜に1本設定されていたが、2007年（平成19年）3月18日のダイヤ改正で消滅した。
- 当駅停車の普通列車（快速も含む）は全列車10両編成であるが、2018年度から2番線へ大宮方面より15両編成の列車が入線が可能となっている。これは、輸送障害時に籠原駅での増解結作業を省略して、15両編成のままで当駅でスムーズに大宮方面への折返し運転を行うためである。ただし、定期列車で当駅で15両編成のまま入線（終着する）する列車の設定はない。また、当駅より高崎方面の各駅は15両編成には対応していない[6]。

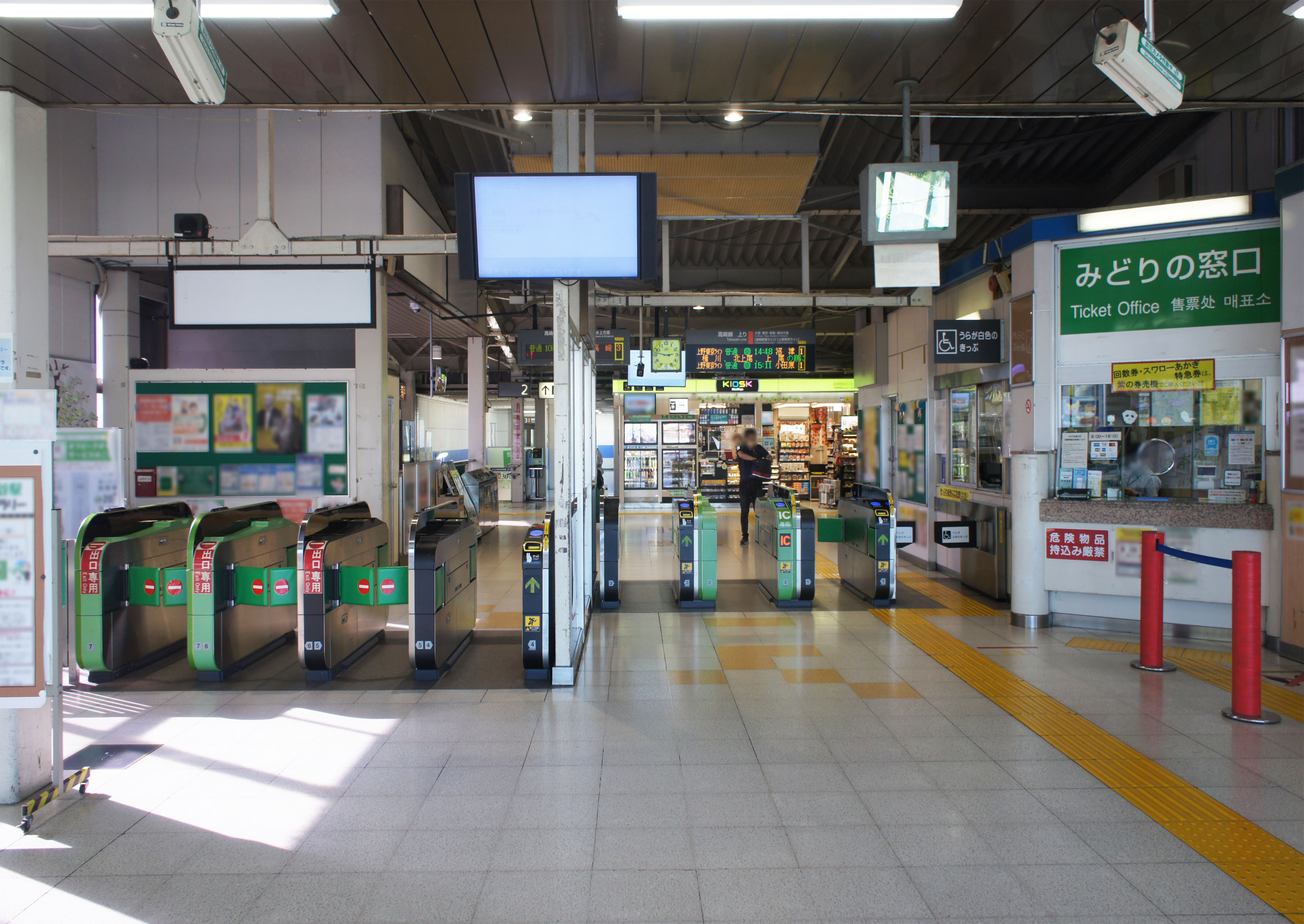
改札口（2021年10月）
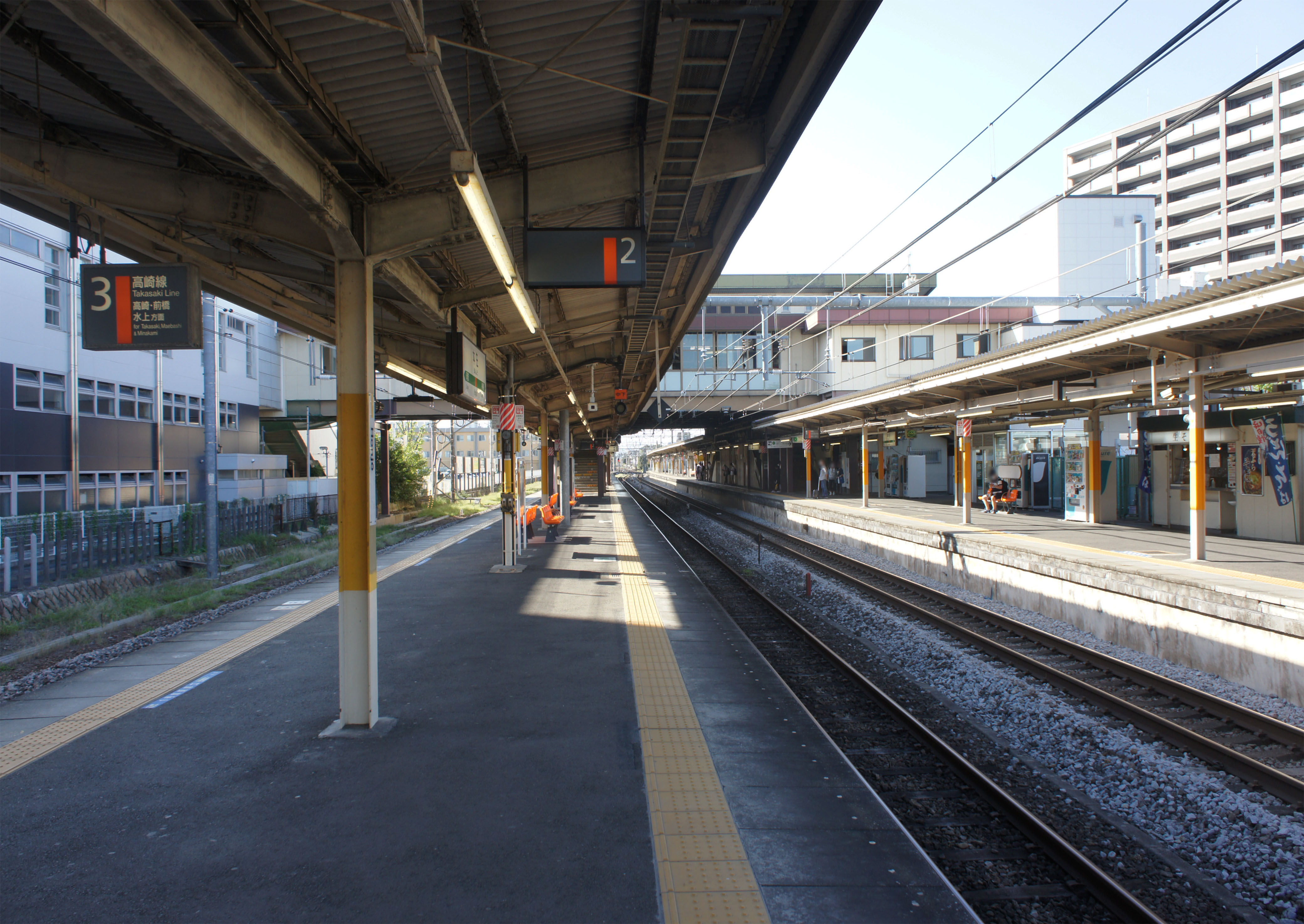
ホーム（2021年10月）

## 利用状況
2023年度（令和5年度）の1日平均乗車人員は8,494人である。
JR東日本および埼玉県統計年鑑によると、1990年度（平成2年度）以降の1日平均乗車人員の推移は以下の通り。
| 年度               | 1日平均 乗車人員 | 出典     |
| ------------------ | ---------------- | -------- |
| 1990年（平成02年） | 12,795           |          |
| 1991年（平成03年） | 13,292           |          |
| 1992年（平成04年） | 13,519           |          |
| 1993年（平成05年） | 13,588           |          |
| 1994年（平成06年） | 13,681           |          |
| 1995年（平成07年） | 13,496           |          |
| 1996年（平成08年） | 13,322           |          |
| 1997年（平成09年） | 12,784           |          |
| 1998年（平成10年） | 12,364           |          |
| 1999年（平成11年） | 12,116           | [ * 1 ]  |
| 2000年（平成12年） | 12,082           | [ * 2 ]  |
| 2001年（平成13年） | 11,921           | [ * 3 ]  |
| 2002年（平成14年） | 11,669           | [ * 4 ]  |
| 2003年（平成15年） | 11,489           | [ * 5 ]  |
| 2004年（平成16年） | 10,573           | [ * 6 ]  |
| 2005年（平成17年） | 10,430           | [ * 7 ]  |
| 2006年（平成18年） | 10,527           | [ * 8 ]  |
| 2007年（平成19年） | 10,670           | [ * 9 ]  |
| 2008年（平成20年） | 10,782           | [ * 10 ] |
| 2009年（平成21年） | 10,576           | [ * 11 ] |
| 2010年（平成22年） | 10,502           | [ * 12 ] |
| 2011年（平成23年） | 10,440           | [ * 13 ] |
| 2012年（平成24年） | 10,410           | [ * 14 ] |
| 2013年（平成25年） | 10,494           | [ * 15 ] |
| 2014年（平成26年） | 10,051           | [ * 16 ] |
| 2015年（平成27年） | 10,398           | [ * 17 ] |
| 2016年（平成28年） | 10,315           | [ * 18 ] |
| 2017年（平成29年） | 10,119           | [ * 19 ] |
| 2018年（平成30年） | 9,972            | [ * 20 ] |
| 2019年（令和元年） | 9,853            | [ * 21 ] |
| 2020年（令和02年） | 6,700            |          |
| 2021年（令和03年） | 7,420            |          |
| 2022年（令和04年） | 8,058            |          |
| 2023年（令和05年） | 8,494            |          |

## 駅周辺

### 北口
- 本庄市役所
- はにぽんプラザ(本庄市市民活動交流センター)
- 本庄警察署
- 本庄郵便局
- NTT本庄ビル
- フォルテ本庄（スーパーマーケットベルクを核としたショッピングモール）
- ビバモール本庄店（ホームセンタービバホームを核としたショッピングモール）
- ビジネスホテル本庄
- 本庄東高等学校・附属中学校
- 東和銀行 本庄支店
- 足利銀行 本庄支店
- 群馬銀行 本庄支店
- 埼玉りそな銀行 本庄支店
- 開善寺(本庄藩小笠原氏菩提寺)
- 本庄城
- 旧本庄警察署
- 旧本庄商業銀行煉瓦倉庫

### 南口
- テラスバ本庄（南口直結。観光案内所、物産館、カフェ、貸スタジオ、貸会議室等がある複合施設。）
- セブン−イレブン本庄南口店
- 本庄早稲田駅（2kmほど離れているので、タクシー又は徒歩、はにぽんシャトル、路線バスでの連絡となる。）
- MEGAドン・キホーテUNY本庄店
- 埼玉グランドホテル本庄
- 武蔵野銀行 本庄支店
- 埼玉県立本庄高等学校
- 本庄税務署
- 埼玉県本庄地方庁舎

## バス路線

### 本庄駅北口
十王自動車が運行する路線と、スクールバス、送迎バスが発着する。
1番のりば（十王自動車）
- 伊勢崎駅行き

2番のりば（スクールバス）
- 本庄東高等学校

3番のりば
- 伊勢崎オート送迎バス
- スクールバス
  - 本庄第一高等学校
  - 共愛学園
  - 上武大学
  - 早稲田大学本庄高等学院

### 本庄駅南口
朝日自動車本庄営業所・武蔵観光が運行する路線バスとコミュニティバスが発着する。
1番のりば
- 朝日自動車
  - HJ11・HJ22・HJ24・HJ26：宮本町車庫行
- 武蔵観光バス
  - 県北都市間路線代替バス：寄居車庫行
- 早稲田大学スクールバス（朝日自動車に委託）

2番のりば（朝日自動車）
- HJ21〜HJ26：児玉方面

3番のりば（朝日自動車）
- HJ31・HJ32：神泉総合支所行

4番のりば
- 本庄市コミュニティバス
  - はにぽんシャトル：本庄早稲田駅北口行（庄和観光に委託）
  - はにぽん号：本庄エリア（本庄タクシーに委託） ※ デマンド交通

備考
- 2010年まで群馬中央バスも伊勢崎から北口に乗入れていた。
- 本庄市市内循環バスは廃止され、デマンド交通「はにぽん号」に移行された。当駅付近では、はにぽん号を本庄駅北口西（ロータリー外）・本庄駅南口から利用できる。
- 十王自動車の路線は東京福祉大学伊勢崎キャンパスのスクールバスを統合した、一般・通学併用路線バスとなっている。同大学の学生・教職員は大学から配布される専用の定期券等の提示で無料、一般乗客は従来通り運賃を支払う。

## 隣の駅
東日本旅客鉄道（JR東日本）
■高崎線
- 特急「あかぎ」停車駅（一部列車は当駅発着）

■特別快速・■快速（「アーバン」を含む）・■普通
岡部駅 - 本庄駅 - 神保原駅

### 廃止路線
本庄電気軌道
本庄駅 - 七軒町駅

### 記事本文
1. 1 2 3 4 5 6  『週刊 JR全駅・全車両基地』 12号 大宮駅・野辺山駅・川原湯温泉駅ほか、朝日新聞出版〈週刊朝日百科〉、2012年10月28日、20頁。
2. 1 2 3 4 5 6  石野哲 編『停車場変遷大事典 国鉄・JR編 Ⅱ』（初版）JTB、1998年10月1日、448頁。ISBN 978-4-533-02980-6。
3. ↑  「本庄駅渡線橋が完成 四月から使用始める」『読売新聞』読売新聞東京本社、1962年3月22日、埼玉讀賣C、12面。
4. ↑  「JR年表」『JR気動車客車編成表 '96年版』ジェー・アール・アール、1996年7月1日、183頁。ISBN 4-88283-117-1。
5. 1 2  “一部時間帯のインターホン対応についてのお知らせ” (PDF).   東日本旅客鉄道高崎支社. 2020年4月30日時点のオリジナルよりアーカイブ。2020年4月30日閲覧。
6. ↑  会社発足30周年を迎えるにあたって別紙2（東日本旅客鉄道プレスリリース2017年3月7日、同日閲覧）

#### 広報資料・プレスリリースなど一次資料
1. ↑  “Suicaご利用可能エリアマップ（2001年11月18日当初）” (PDF).   東日本旅客鉄道. 2019年7月27日時点のオリジナルよりアーカイブ。2020年4月30日閲覧。

### 利用状況
1. ↑  埼玉県統計年鑑 - 埼玉県

JR東日本の2000年度以降の乗車人員
1. 1 2  各駅の乗車人員（2023年度） - JR東日本
2. ↑  各駅の乗車人員（2000年度） - JR東日本
3. ↑  各駅の乗車人員（2001年度） - JR東日本
4. ↑  各駅の乗車人員（2002年度） - JR東日本
5. ↑  各駅の乗車人員（2003年度） - JR東日本
6. ↑  各駅の乗車人員（2004年度） - JR東日本
7. ↑  各駅の乗車人員（2005年度） - JR東日本
8. ↑  各駅の乗車人員（2006年度） - JR東日本
9. ↑  各駅の乗車人員（2007年度） - JR東日本
10. ↑  各駅の乗車人員（2008年度） - JR東日本
11. ↑  各駅の乗車人員（2009年度） - JR東日本
12. ↑  各駅の乗車人員（2010年度） - JR東日本
13. ↑  各駅の乗車人員（2011年度） - JR東日本
14. ↑  各駅の乗車人員（2012年度） - JR東日本
15. ↑  各駅の乗車人員（2013年度） - JR東日本
16. ↑  各駅の乗車人員（2014年度） - JR東日本
17. ↑  各駅の乗車人員（2015年度） - JR東日本
18. ↑  各駅の乗車人員（2016年度） - JR東日本
19. ↑  各駅の乗車人員（2017年度） - JR東日本
20. ↑  各駅の乗車人員（2018年度） - JR東日本
21. ↑  各駅の乗車人員（2019年度） - JR東日本
22. ↑  各駅の乗車人員（2020年度） - JR東日本
23. ↑  各駅の乗車人員（2021年度） - JR東日本
24. ↑  各駅の乗車人員（2022年度） - JR東日本

埼玉県統計年鑑
1. ↑  埼玉県統計年鑑（平成12年）
2. ↑  埼玉県統計年鑑（平成13年）
3. ↑  埼玉県統計年鑑（平成14年）
4. ↑  埼玉県統計年鑑（平成15年）
5. ↑  埼玉県統計年鑑（平成16年）
6. ↑  埼玉県統計年鑑（平成17年）
7. ↑  埼玉県統計年鑑（平成18年）
8. ↑  埼玉県統計年鑑（平成19年）
9. ↑  埼玉県統計年鑑（平成20年）
10. ↑  埼玉県統計年鑑（平成21年）
11. ↑  埼玉県統計年鑑（平成22年）
12. ↑  埼玉県統計年鑑（平成23年）
13. ↑  埼玉県統計年鑑（平成24年）
14. ↑  埼玉県統計年鑑（平成25年）
15. ↑  埼玉県統計年鑑（平成26年）
16. ↑  埼玉県統計年鑑（平成27年）
17. ↑  埼玉県統計年鑑（平成28年）
18. ↑  埼玉県統計年鑑（平成29年）
19. ↑  埼玉県統計年鑑（平成30年）
20. ↑  埼玉県統計年鑑（令和元年）
21. ↑  埼玉県統計年鑑（令和2年）